# Onthophagus nudifrons
Onthophagus nudifrons är en skalbaggsart som beskrevs av Vladimir Balthasar 1939. Onthophagus nudifrons ingår i släktet Onthophagus och familjen bladhorningar. Inga underarter finns listade i Catalogue of Life.